# サクレ・クール寺院

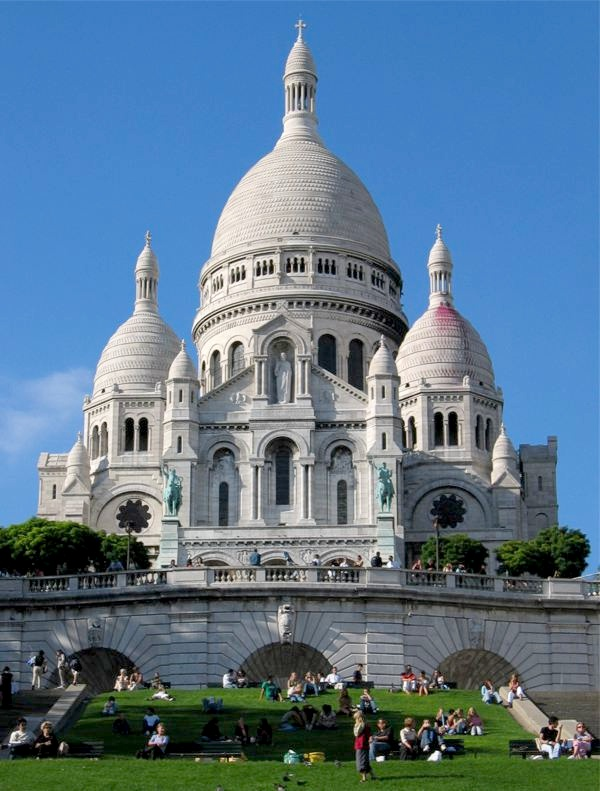
パリのサクレ・クール寺院

サクレ・クール寺院（Basilique du Sacré-Cœur）は、フランスおよびフランス語圏に多く存在する教会堂。
「聖なる心臓」（聖心）を意味し、イエス・キリストの聖心に捧げられたことを意味する。
- フランス
  - モンマルトルのサクレ・クール寺院 (パリ) - パリのモンマルトルの丘にあるバジリカ聖堂。日本では最も良く知られ、単にサクレ・クール寺院と呼ばれた時にはこれを指すことが多い。本稿ではこれについて記述。
  - サクレ・クール寺院 (マルセイユ)
  - サクレ・クール寺院 (パレ・ル・モニアル) - 10世紀のロマネスク様式のバジリカ聖堂。
  - サクレ・クール寺院 (アルジェ)
  - サクレ・クール寺院 (ナンシー)
  - サクレ・クール教会 (ジャンティイ) - パリ最南端の国際大学都市に含まれる教会堂。ジャンティイ市はパリ市14区南端に接する近郊市街。
- ベルギー
  - サクレ・クール寺院 (ブリュッセル) - ケケルベルクの丘にある聖堂。世界で5番目に大きな教会堂で、サンミッシェル大聖堂（英語版）と共にブリュッセルを代表する教会堂。
  - サクレ・クール教会 (リエージュ)
- この他、カナダのケベック市にサクレクールと呼ばれる地区がある。

## モンマルトルのサクレ・クール寺院

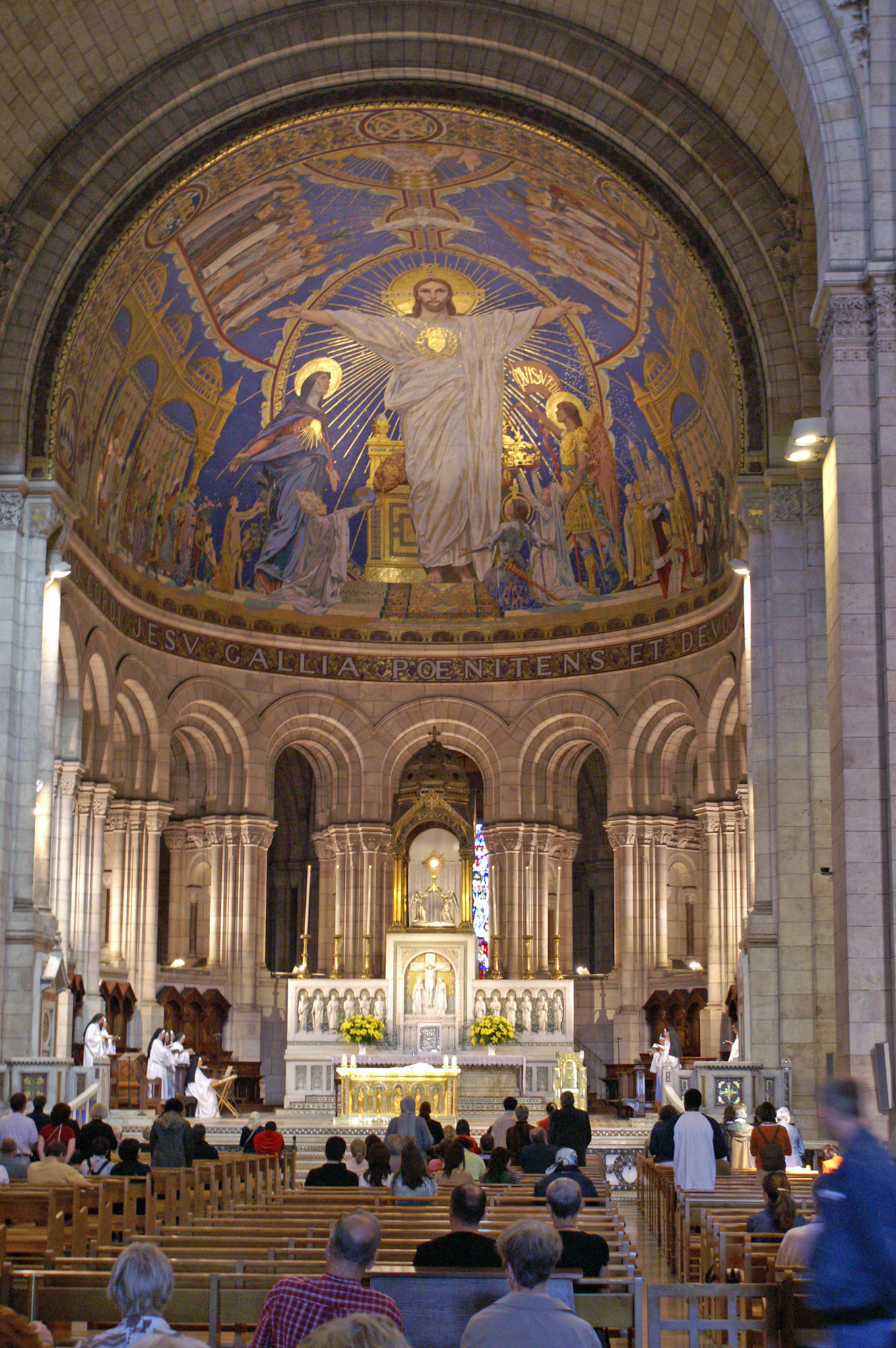
内部

モンマルトルのサクレ・クール寺院（フランス語: Basilique du Sacré-Cœur de Montmartre）は、フランスのパリ市内18区モンマルトルの丘の頂にそびえる教会堂。ロマネスク様式・ビザンティン様式のバジリカ大聖堂。ギベール・パリ大司教が計画を提唱。ペリグーのサン＝フロン大聖堂をモデルにポール・アバディが設計を担当した。1889年にいち早く完成していたエッフェル塔と共にパリ市内を見晴らせる観光名所で、両建造物とも19世紀後半に構想された比較的新しいものであるにもかかわらず、今やパリになくてはならない存在になっている。

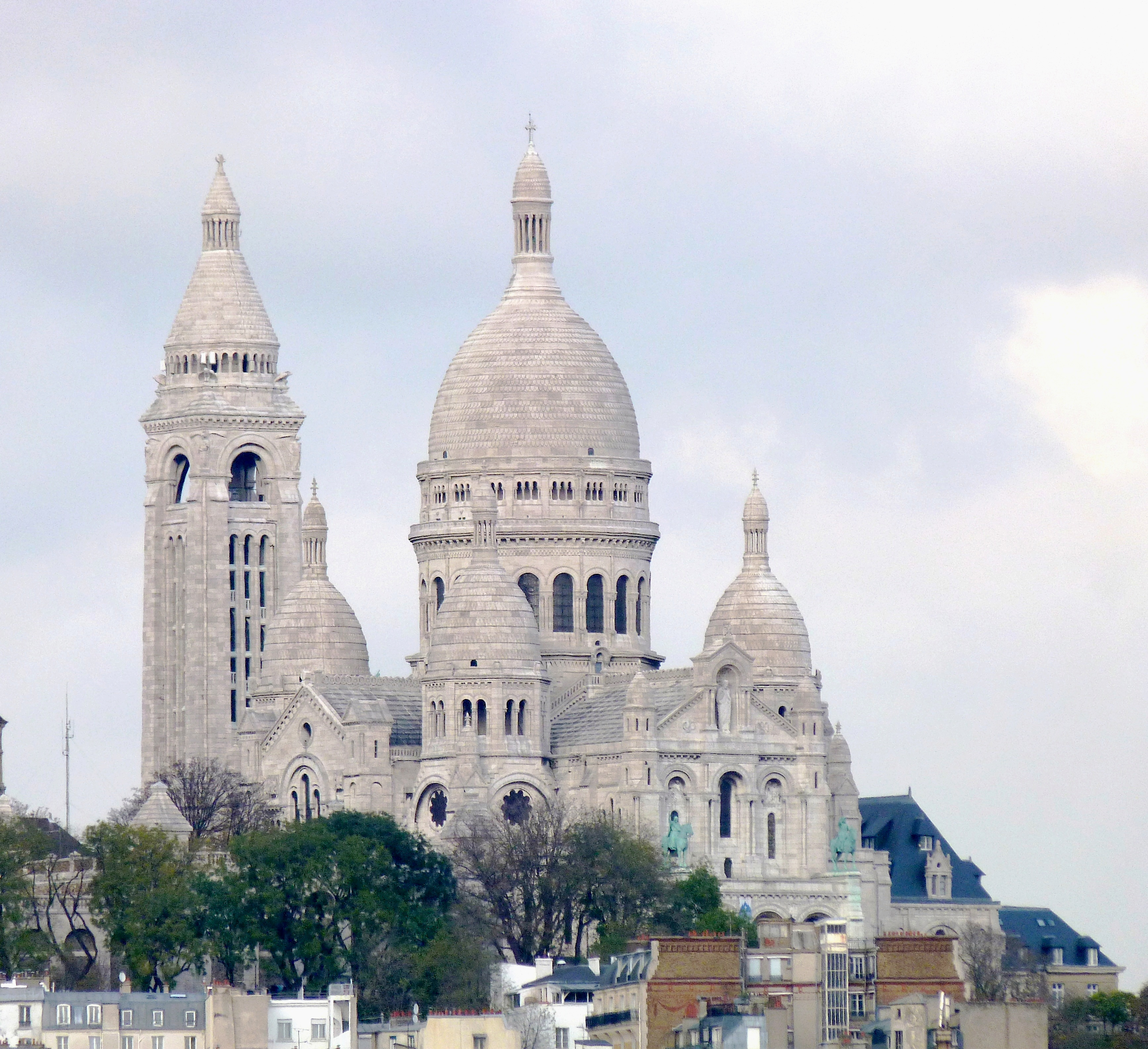
南西からの眺め

第三共和政の憲法が発布された1875年に、フランスの新しい政体の門出を祝う意味合いを籠めて、政府による直接的な支援を受けて建設がはじまった。当時は普仏戦争とそれに続くパリ・コミューンによって命を失ったフランス市民を讃える公共建造物としても考えられていたが、年月が過ぎるにつれてその位置づけが自ずと変容してしまう。実際に着工したのは1877年で、約4000万フランの費用と40年の歳月をかけ、1914年に完成したものの、礼拝のために開放されたのは第一次世界大戦の終わり、1919年のことであった故に、この寺院は皮肉にも普仏戦争以来のドイツに対する復讐の象徴として多くのフランス人から捉えられた。
教会の鐘は通称サヴォアと呼ばれ、1895年にサヴォワ地方で造られた。重さ約18トンの、世界最大級の鐘である。
毎日午前6時30分から午後10時30分まで入場が可能。